# Giovanni Minotto Ottoboni
Giovanni Minotto Ottoboni (talvolta anche Minotto Ottobon; Venezia, 23 luglio 1675 – Padova, 9 dicembre 1742) è stato un arcivescovo cattolico italiano.

## Biografia
Nacque a Venezia dalle famiglie patrizie dei Minotto e degli Ottoboni.
Ordinato sacerdote il 26 marzo 1701, fu nominato arcivescovo titolare di Nazianzo il 16 dicembre 1726, ricevendo l'ordinazione episcopale il 25 dicembre successivo dalle mani dei cardinali Vincenzo Maria Orsini (futuro papa Benedetto XIII), Angelo Maria Querini e Francesco Antonio Finy.
L'8 febbraio 1730 fu nominato vescovo di Padova.
Morì a Padova il 9 dicembre 1742, all'età di 67 anni.

## Genealogia episcopale
La genealogia episcopale è:
- Cardinale Scipione Rebiba
- Cardinale Giulio Antonio Santori
- Cardinale Girolamo Bernerio, O.P.
- Arcivescovo Galeazzo Sanvitale
- Cardinale Ludovico Ludovisi
- Cardinale Luigi Caetani
- Cardinale Ulderico Carpegna
- Cardinale Paluzzo Paluzzi Altieri degli Albertoni
- Papa Benedetto XIII
- Arcivescovo Giovanni Minotto Ottoboni